# Ernst Carl Hellbling
Ernst Carl Hellbling (* 2. Januar 1901 in Wien; † 14. Januar 1985 ebenda) war ein österreichischer Rechtshistoriker.

## Leben
Er studierte ab 1918 an der Universität Wien Jura, wurde 1924 zum Dr. iur. promoviert und trat 1926 in den Dienst der Gemeinde Wien ein. Er wurde 1948 Obersenatsrat und Leiter des Rekursbüros der Magistratsdirektion. 1961 ging er in den Ruhestand.
Nach seiner Habilitation 1948 an der Universität Wien wurde er 1954 außerordentlicher Professor, 1959 ordentlicher Professor für deutsches Recht und österreichische Verfassungs- und Verwaltungsgeschichte und 1965 ordentlicher Professor an der Universität Salzburg. Seine Emeritierung erfolgte 1971. Zusammen mit Theo Mayer-Maly und René Marcic gab er die Reihe Föderative Ordnung heraus.

## Schriften (Auswahl)
- Kommentar zu den Verwaltungsverfahrensgesetzen. Wien 1953–1954.
- Bundes-Verfassungs-Novellen und Verfassungskontinuität. Antrittsvorlesung gehalten am 26. April 1966 an der Universität Salzburg. Salzburg 1967, OCLC 27366939.
- Österreichische Verfassungs- und Verwaltungsgeschichte. Ein Lehrbuch für Studierende. Wien 1974, ISBN 3-211-81256-3.
- Entwicklungstendenzen der Verwaltung. Wien 1981, ISBN 3-85326-220-1.
- als Herausgeber Ilse Reiter: Grundlegende Strafrechtsquellen der österreichischen Erbländer vom Beginn der Neuzeit bis zur Theresiana. Ein Beitrag zur Geschichte des Strafrechts in Österreich. Wien 1996, ISBN 3-205-98438-2.